# Монорельс Сиднея
Монорельс Сиднея (англ. Sydney Monorail) — однопутная кольцевая монорельсовая линия в городе Сидней, связывающая гавань Дарлинг, Чайна-таун и центральные деловые и торговые районы Сиднея. Открыта в июле 1988 и закрыта в июне 2013 года.
На линии длиной 3,6 км (8 станций) работало до 4 поездов. Сиднейский монорельс связывал основные достопримечательности города, такие как Музей Пауэрхаус (англ. Powerhouse Museum), сиднейский аквариум и выставочный центр (англ. Sydney Convention and Exhibition Centre). Оператором системы была компания Veolia.

## История

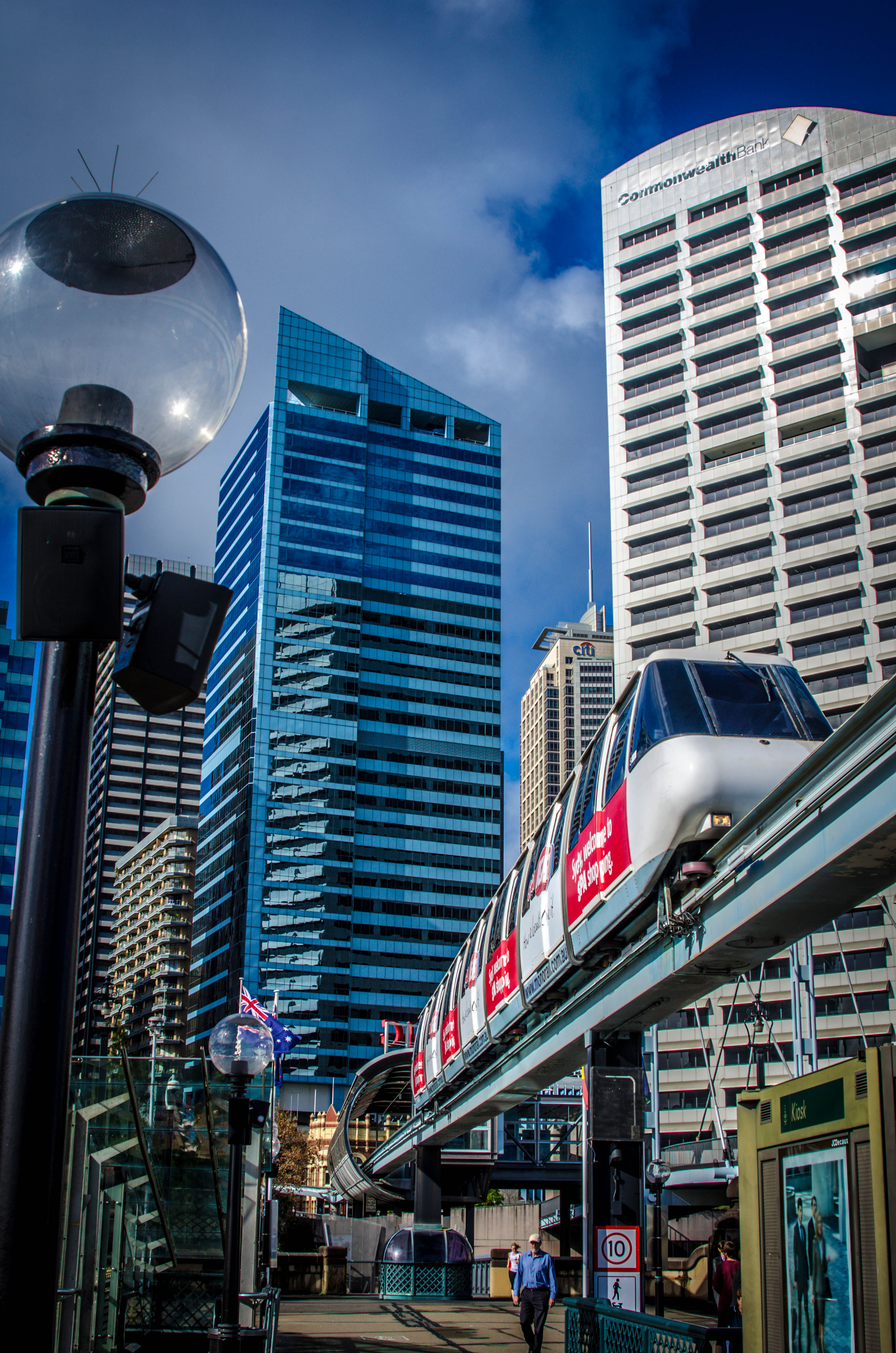
Монорельс в июне 2013

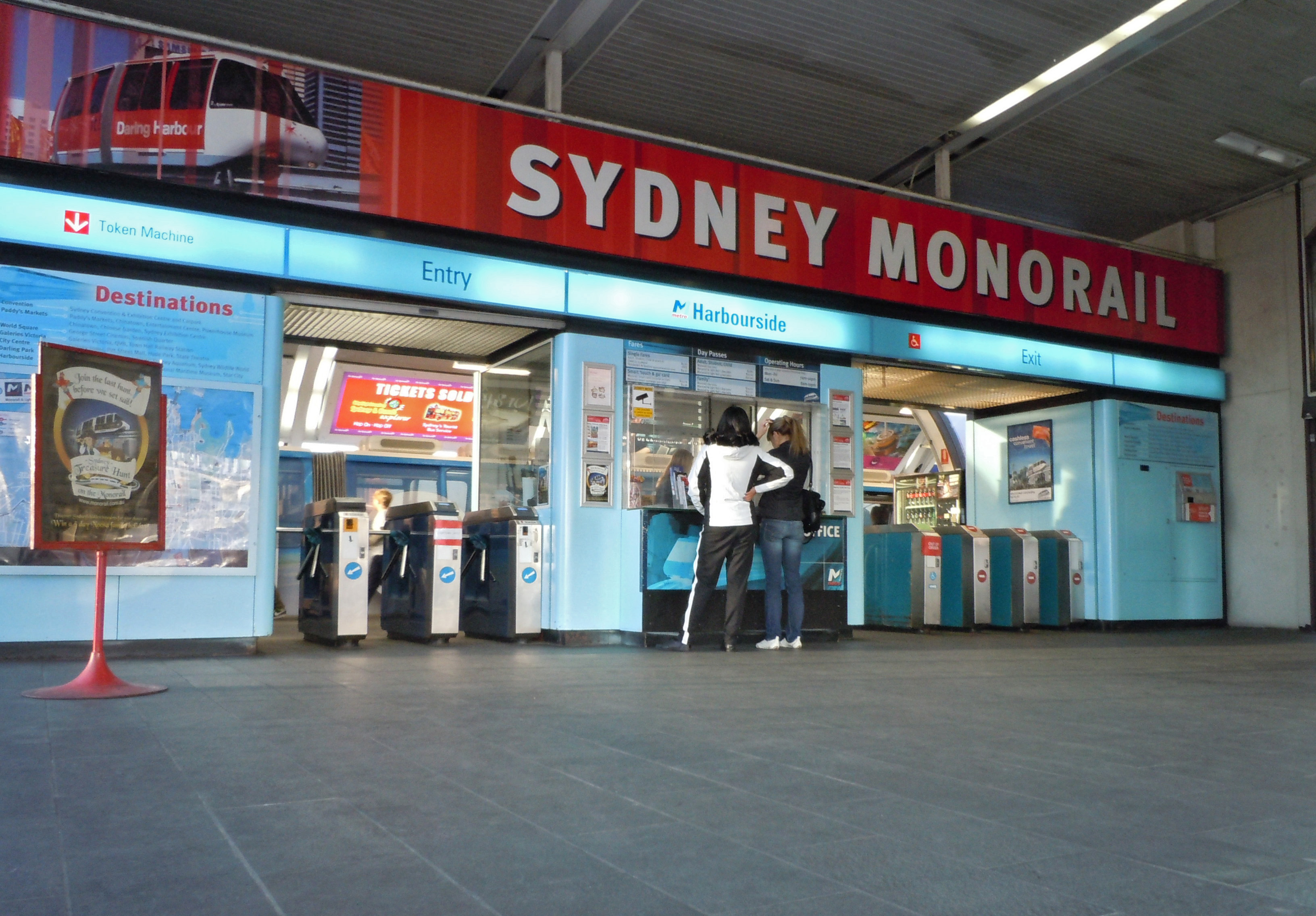
Вход на станцию Харборсайд

Сиднейский монорельс изначально был задуман в конце 1980-х годов для связи гавани Дарлинг с центральным деловым районом Сиднея (англ. Sydney CBD). 
Монорельсовая дорога открыта 21 июля 1988 года после строительства в течение 26 месяцев. Первым оператором монорельса стала компания TNT Harbourlink.
В августе 1998 года TNT продала монорельс Veolia Transport (51 %), Фонду австралийской инфраструктуры (англ. Australian Infrastructure Fund) (19 %), Utilities Trust of Australia (19 %) и Legal & General (11 %).
Во избежание сложных переговоров с частными владельцами, правительство Нового Южного Уэльса 23 марта 2012 заключило сделку по покупке монорельса и лёгкого рельсового транспорта для развития второго и демонтажа первого в районе Хеймаркета (англ. Haymarket) и выставочного центра.
30 июня 2013 года сиднейский монорельс прекратил своё существование. Все секции пути, а также некоторые станции были демонтированы. Два вагона и 10 метров пути были сохранены для музея Пауэрхаус. Ещё два вагона используются в качестве конференц-залов в офисах Google в пригороде Сиднея.

## Технология

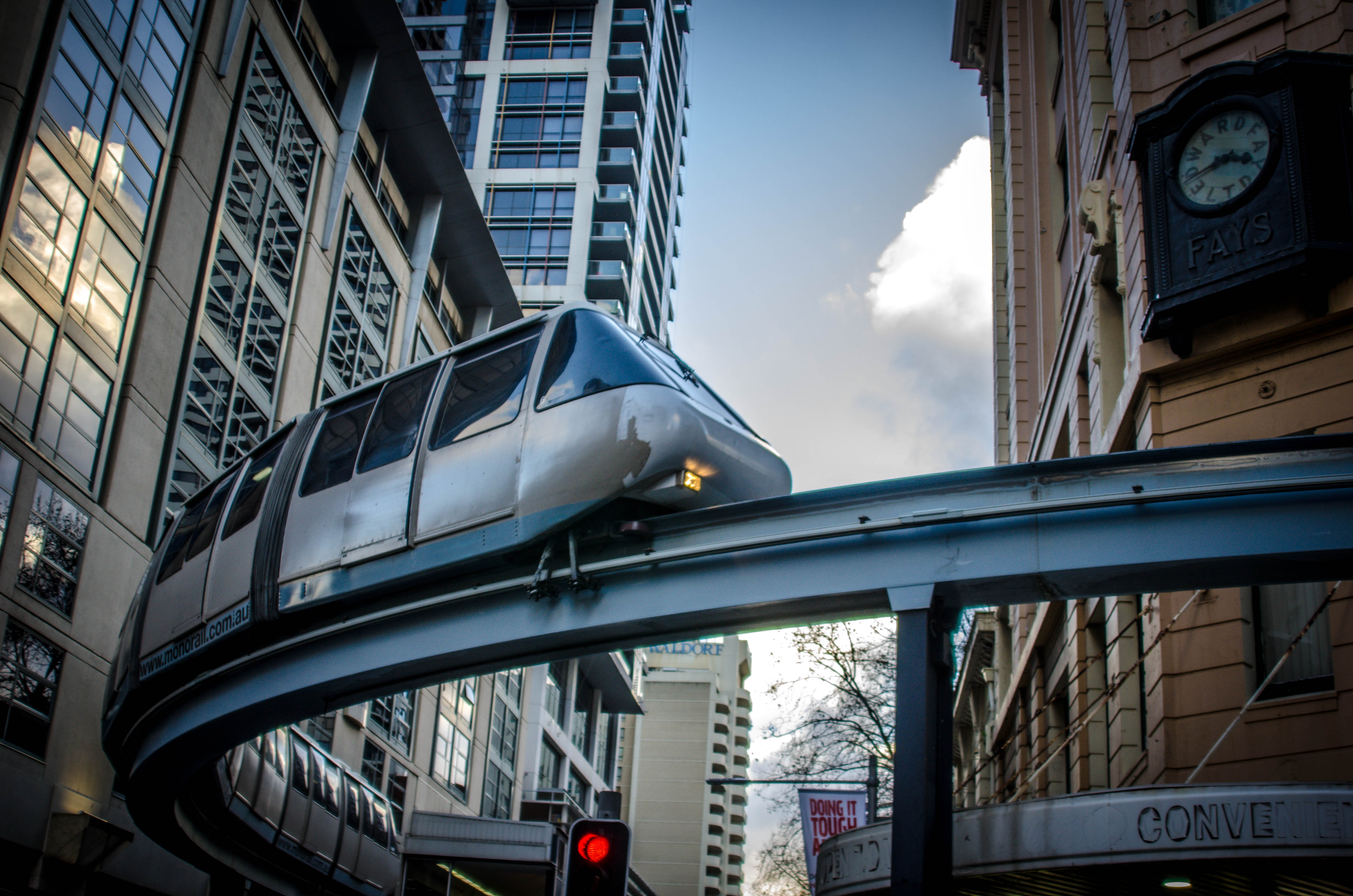
Монорельс на перекрёстке улиц Питт и Ливерпуль в июне 2013

Монорельсовая дорога была сделана из стальных балок шириной 94 см, поднятых на 5,5-метровых колоннах, расстояние между которыми составляло 40 м. Минимальный радиус кривой — 20 м, максимальный уклон в гору — 4,4 %, с горы — 6,5 %.
Питание осуществлялось от переменного тока напряжением 500 В.
Остановка на станциях занимала 40 секунд, в которые также входило время замедления поезда и его разгона после высадки/посадки пассажиров. Изначально система была рассчитана на автоматическое управление, однако после ряда аварий было решено оставить водителей.

## Подвижной состав
В 1987 году были поставлены 6 поездов из семи вагонов, построенные Von Roll Holding. Поезд был рассчитан на 56 мест для сидения.
Поезда ходили на резиновых колесах, каждый вагон имел шесть тяговых двигателей мощностью 37 кВт (50 л. с.), что позволяло составу перемещаться со скоростью 33 км/ч. Двери вагонов автоматические, уровень пола регулировался автоматической системой подвески. Каждый поезд имел длину 32,12 м, ширину 2,06 м и высоту 2,6 м.

## Критика
Многие считают, что решение о строительстве монорельсовой дороги вместо других транспортных систем (например, ЛРТ), было политическим. Строительство линии легкого рельсового метро обошлось бы на $20 млн дешевле, а стоимость билета была бы ниже на 40 %.

## Происшествия
27 февраля 2010 года примерно в 16:00 на станции Парк Дарлинг столкнулись два поезда, в результате были госпитализированы четыре человека.
24 сентября 2012 года повреждение подземного кабеля привело к полной остановке системы, в результате чего были задействованы автовышки для спасения около 100 застрявших пассажиров.

## Демонтаж
Департамент транспорта Нового Южного Уэльса в июле 2013 выпустил документ под названием «Monorail Removal Project Interpretation Strategy». В первом томе, части 3.5 «Вывод монорельса из эксплуатации» приведены три цитаты:

«Это хорошая новость для Сиднея – это добавит уверенности бизнесу, желающему вложить деньги в гавань Дарлинг и позволит эффективнее развивать сеть лёгкого рельсового транспорта»
 — сказал О’Фаррелл.
«Монорельс не интегрирован с сетью общественного транспорта Сиднея и никогда не был по-настоящему принят обществом. Тогда как спорная часть истории Сиднея длилась более 20 лет, экономическая жизнь монорельса подходит к концу, и Правительство Нового Южного Уэльса не может поддержать дорогостоящую модернизацию, в которую входит покупка новых вагонов».
«Это решение открывает возможности для развития нового выставочного центра Сиднея мирового класса, а у Правительства появляется возможность опять сделать Новый Южный Уэльс номером один».

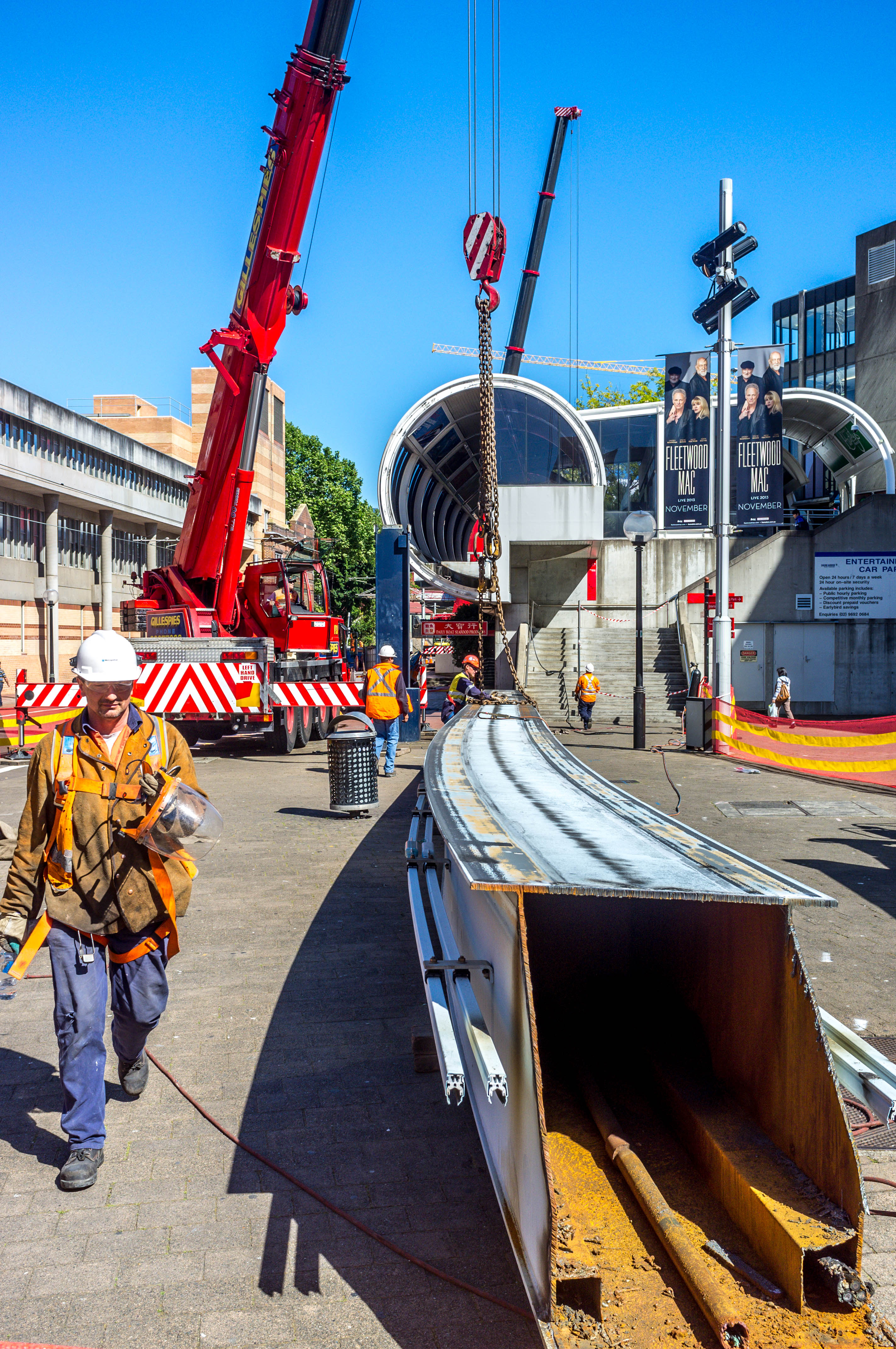
Демонтаж балок в сентябре 2013

Заместитель мэра Хобарта Рон Кристи безуспешно просил Правительство подарить монорельс Хобарту, чтобы использовать его по маршруту от центрального делового центра до северных пригородов.
Монорельс был демонтирован в 2013 году. 60 стальных балок были использованы для строительства временного моста северо-западной железной дороги.
В январе 2015 года 22 вагона были выставлены на продажу на австралийском сайте объявлений Gumtree Australia.

## Монорельс в кино
Сиднейский монорельс был использован в сценах The Saint: Fear in Fun Park, Two Hands (Пальцы веером), Наполеон, Могучие морфы: Рейнджеры силы.